# Tony Tony Chopper
Tony Tony Chopper er en figur fra mangaen og animeen One Piece. Han er et rensdyr, der har spist en menneskefrugt(hito hito no mi), hvilket gør, at han kan forvandle sig til en hybrid og har menneskeligt intellekt. Han kommer fra vinterøen Drum og han er Stråhattenes skibslæge.
Han har en blå snude, går med korte sorte bukser og en lyserød hat, som han har fået af sin afdøde ven, kvaksalveren Dr. Hiruluk.
Det mest interessante ved Chopper (og også lidt sjove) er at hele hans liv blev han behandlet som, og kaldet et monster. Dette er sjovt da efter han sluttede sig til Luffy og hans venner er han en af de eneste mennesker i besætningen. Både Luffy, Zoro og Sanji er så stærke de bliver kaldt for monstre.

## Historie
Chopper har været alene meget af sit liv. Da han var kalv, ville de andre rensdyr ikke kendes ved ham på grund af hans blå snude. En dag spiste han en djævlefrugt og skræmte de andre rensdyr. På grund af frugten kunne han forvandle sig til en menneske-ren (et yeti-lignende menneske), et rensmenneske (en lille, buttet, bamselignende rensdyr) eller bare et almindeligt rensdyr. Da han kom til en landsby som en menneske-ren, blev han jaget væk, fordi beboerne troede, at han var en yeti. Han var tæt på at dø af sårene, men blev heldigvis fundet af Dr. Hiruluk.
Hiruluk tog ham med hjem og plejede ham. Hiruluk gav ham også navnet Tony Tony Chopper, og de to blev gode venner. Hiruluk fortalte ham også om sin drøm. Men den dag, Chopper var helt rask, sendte Hiruluk ham væk på en meget brutal måde. Chopper fandt ud af, at Hiruluk havde gjort det, fordi at han (Hiruluk) led af en dødelig, uhelbredelig sygdom, hvilket han ikke ville have, Chopper skulle vide. Chopper drog derfor ud for at finde en såkaldt heksehattesvamp, som ifølge en bog kunne kurere Hiruluk. Svampen var dog giftig, og dette vidste Hiruluk godt, men han fortalte det af medlidenhed ikke til Chopper. Kort efter hørte Hiruluk, at alle landets læger var syge og tog derfor af sted for at kurere dem. Det viste sig dog at være en fælde, som Drums tyranniske kong Wapol havde sat for at dræbe Hiruluk. For at Chopper ikke skulle forårsage hans død med heksehatten, sprængt Hiruluk snart sig selv i luften, da han havde forvisset sig om, at lægerne var raske. Chopper blev derefter oplært i lægekunst af den eneste anden frie læge i landet, Dr. Kureha.
Nogle år senere mødte Chopper Monkey D. Luffy. Chopper og Luffy blev venner, efter de havde hjulpet hinanden med at besejre Wapol. Chopper blev bagefter Luffys skibslæge.

## Personlighed og optræden
Chopper er med sine 15 år den yngste i besætningen. Han kommer godt ud af det med alle og er bedste venner med Usopp og Luffy. Han er meget venlig og vil altid kun andre det bedste. Chopper er meget nem at imponere og ser op til stærke og modige mennesker, som der ifølge ham er mange af blandt Stråhattene. Han lægger aldrig skjul på det, når der er noget, han er vild med, selv hvis det er en fjende, han står overfor. Desværre er han også ekstremt naiv, så Usopp nyder at fortælle løgne, som han sluger råt.
Chopper er, nest efter Usopp, nok også den mest frygtsomme i banden. Han er som regel meget bange af sig og glemmer i disse situationer tid og sted; f.eks. råber han altid efter en læge, når folk er sårede, men kommer så i tanke om, at han selv er læge. Han løber næsten altid hysterisk og grædende væk, men er situationen meget presset, er han temmelig stærk og kan godt besejre de fleste fjender. Dette kræver dog lidt selvmotivation, som han ikke er god til at tilføre sig, så han foretrækker at flygte.
Choppers drøm er at finde en universalmedicin og at opleve verden. Han ser desuden meget op til resten af besætningens drenge og efterligner dem. Men selvom han selv er god til at beundre og rose andre, er han selv frygtelig dårlig til at modtage ros på grund af hans generthed. Han bryder altid ud i en lille dans og kalder dem, der har rost ham, for øgenavne, selvom man tydeligt kan se, at han er glad for rosen. En kørende paleis med Chopper er, at folk forveksler ham med andre dyr end et rensdyr, oftest en Vaskebjørn.
En anden sjov ting ved Chopper, og grunden til hans utrolig lille dusør, er at folk hele tiden tror at han bare er besætningens kæledyr.

## Angreb og kampteknik
Som sagt har Chopper djævlekræfter (Zoan), hvilket giver ham mulighed til at mutere til 3 former, men Chopper har ved hjælp af Rumble-Balls, en slags piller, han selv har opfundet, udviklet 4 andre former.
Normale Transformationer:
Som alle andre Zoan-typer, kan Chopper antage tre former når han ønsker det; Mennekse-form, Rensdyr-form, og menneske-rensdyr hybrid-form.
Men takket være hans Rumble-Ball-pille som han har udviklet, kan Chopper også antage fire andre former.
Rensdyrform: Denne form er egentlig Choopers oprindelige form, da han oprindeligt var et rensdyr, men siden han spist djævlefrugten, er hans hybrid form blevet hans normale form.
Hybridform: Denne form er et resultat af den djævlefrugt Chopper har spist, men på grund af det, er dette nu blevet hans normale form.
Menneskeform: Denne form er Chopper menneske form, selvom den ikke ligner andre mennesker, på grund af Choppers normale behårede krop, i denne form bliver han ofte forvekslet med en gorilla, eller en yeti.
Rumble Ball Transformationer:
Springerform: Dette er Choppers springe form.
Armform: Denne form er Choppers nævekamps form.
Forsvarsform: Denne form gør Chooper i stand til at modstå næsten alle angreb.
Hornform: I denne form ligner Chopper et muterest rensdyr med enorme horn.
Monsterform: Denne form er et resultat af en over dosis af Choppers Rumble Balls (tre i træk), i denne form er han en enormt monster. Chooper kan ikke kontrollere denne form og angriber venner så vel som fjender, den er også utrolig stærk, at den eneste måde Strøhattene kunne stoppe chopper på, uden af dræbe ham, var ved at skubbe ham i vandet.